# BMW X2
BMW X2是BMW自2017年開始生產的一款超小型豪華SUV。BMW X2的產地是德國雷根斯堡。
第一款BMW X2是F39。這款車型基於2016年BMW在巴黎車展上展示的概念車。BMW X2可對應前輪驅動和全輪驅動。

## 外部連結
- Official Site